# أحمد السادة
أحمد السادة، لاعب كرة قدم قطري.
كانت بداياته في نادي قطر و انتقل إلى نادي الخريطيات في عام 2013 و انتقل إلى نادي الشمال في عام 2020 .

## روابط خارجية
- أحمد السادة على موقع Soccerway.com (الإنجليزية)